# Ricky García
Ricardo Rene „Ricky” Garcia Jr. (Puerto Rico, 1999. január 22. –) amerikai színész és énekes.
Az Öribarik című televíziós sorozatban játszott főszerepéről ismert.

## Filmográfia
| Év        | Cím                    | Szerep         | Megjegyzés                                  |
| --------- | ---------------------- | -------------- | ------------------------------------------- |
| 2013      | Felhőtlen Philadelphia | menő srác      | Televíziós sorozat                          |
| 2014      | Mantervention          | fiatal Spencer | Film                                        |
| 2014      | Riley a nagyvilágban   | Asher          | Televíziós sorozat, vendégszerep (1 epizód) |
| 2015-2016 | Öribarik               | Naldo Montoya  | Televíziós sorozat, főszerep                |
| 2017      | Bigger Fatter Liar     | Kevin Shepard  | Film                                        |

## Diszkográfia
| Év   | Cím                        | Előadó               | Közreműködő          |
| ---- | -------------------------- | -------------------- | -------------------- |
| 2013 | Feeling it                 | Ricky Garcia         | -                    |
| 2014 | Winter Wonderland          | Jordyn Jones         | Forever In Your Mind |
| 2014 | Naughty List               | Forever In Your Mind | -                    |
| 2015 | Sweet Little Something     | Forever In Your Mind | Jordyn Jones         |
| 2015 | Right On Time              | Ricky Garcia         | MattyB               |
| 2015 | Whenever                   | Forever In Your Mind | -                    |
| 2015 | Shake Your Booty           | Forever In Your Mind | -                    |
| 2015 | Wrapped Up For Christmas   | Forever In Your Mind | -                    |
| 2016 | Hurricane                  | Forever In Your Mind | -                    |
| 2016 | Enough About Me            | Forever In Your Mind | -                    |
| 2016 | Whistle                    | Forever In Your Mind | -                    |
| 2016 | Compass                    | Forever In Your Mind | -                    |
| 2016 | Celebrate (It's Christmas) | Forever In Your Mind | -                    |
| 2017 | Missing                    | Forever In Your Mind | -                    |
| 2017 | Smooth                     | Forever In Your Mind | -                    |

## Forever In Your Mind
2013 fontos év volt a számára, mert Jon Klaasen és Emery Kelly mellé társulva benevezett az X Factorra. A 4 székes kihívásig jutottak, le is ültették őket, de végül a RoXxy Montana nevű formáció kiütötte őket a nyeregből. A fiúk nem adták fel az álmaikat, hiszen 2014. márciusa óta folyamatosan turnéznak Amerika-szerte. 2014 nyarán Jon Klaasen kiszállt az együttesből, helyette Liam Attridge érkezett. Novemberben feldolgozták a One Direction Night Changes című számát. December 2-án kiadták Naughty List című kislemezüket. 2015. március 12-én érkezett az új kislemez Sweet Little Something címmel, amit rövid ideig ingyen le lehetett tölteniük a rajongóknak.